# Diogo (voleibolista)
 Diogo de Andrade Silva (São Paulo, 25 de maio de 1978) é um voleibolista indoor brasileiro,  atuante na posição de  Ponta, com marca de 345 cm de alcance no ataque, foi semifinalista na Universíada de Verão de 2005, medalhista de ouro no Campeonato Sul-Americano de Clubes de 2011 e semifinalista do Campeonato mundial de Clubes de 2011.

## Carreira
Seus pais, Célia e Paulo Cordeiro, migraram de São João da Barra para a capital, visando melhores oportunidades e onde nasceu Diogo. Os primeiros passos na prática desportiva se dividiam entre o voleibol e futebol, quando se destacava dos demais garotos que tinha mais tempo de treinamento na modalidade já amadurecia  nele o despertar para seguir carreira no voleibol.
Em 1993 iniciou nas categorias de base do Club Athletico Paulistano permanecendo até 1995.Foi  campeão do Campeonato Paulista Infanto-Juvenil  na temporada 1994.
Depois ingressou nas categorias de base do E.C.Banespa sendo vice-campeão na edição do Campeonato Paulista Juvenil 1995 e bicampeão  na edição de 1996.Também sagrou-se campeão do  Campeonato Brasileiro  de Seleções, categoria juvenil, em 1997, Divisão Especial, disputado em Blumenau.
Profissionalmente foi revelado pelo Banespa em 1997.Transferiu-se para o Coop/Santo André encerrando na sexta posição no Campeonato Paulista de 1998  e sexto lugar na Superliga Brasileira A 1998-99.
Recebeu a proposta para atuar fora do país e assinou contrato com o clube argentino do Náutico Hacoaj para disputar as competições do período esportivo, encerrando na quarta colocação da Liga A1 Argentina 1998-99, eliminado nas quartas de final, eleito o Melhor Sacador e o Melhor Atacante da edição.
Iniciou em 1998 o Curso de Marketing Unip e formou em 2003.E representava o time de voleibol da Atlética Unip nas competições do âmbito universitário e sagrou-se hexacampeão do Campeonato Paulista Universitário nos anos de 2000 a 2005, sendo premiado Melhor Jogador nas edições de 2000 e 2005.
Foi convocado para disputar a 23ª edição da Universidade de Verão em 2005 realizada em Izmir, na Turquia finalizando na quarta colocação, e antes conquistou o quinto lugar nos JUB’s, época que era Representante do Grupo Empresarial da Couromoda/Hair Brasil, e conquistou o quarto lugar.
Fez Pós-graduação em Administração pela FAAP de 2004 a 2005; se especializou poliglota: inglês, espanhol e italiano e desde 2002 estava vinculado ao Pinheiros e estava há cinco anos sem jogar profissionalmente e recebeu uma proposta irrecusável de um clube da Turquia permanecendo ate 2005.
Atuou pelo Galatasaray SK e alcançou o sexto lugar da Liga A Turca 2005-06.Ainda no voleibol turco defendeu a  equipe do SSK/Ankara e conquistou o vice-campeonato no Torneio Internacional Flanders Volley Gala de 2006 e foi o Melhor Jogador da edição, foi campeão do Torneio de Izmir e  encerrou com a quinta colocação da Liga A Turca 2006-07.
Continuou na Europa na jornada esportiva 2007-08, desta vez atuando pelo vôlei italiano, quando defendeu o  Framasil Cucine Pineto na correspondente Liga A2 Italiana encerrando na décima terceira colocação da fase regular, registrando em trinta jogos um total de 413 pontos na fase regular e ocupou a décima sexta colcoação entre os maiores pontuadores.
Em mais uma temporada no voleibol italiano foi contratado pelo Nava Gioia Del Colle  e disputando a Liga A2 Italiana 2008-09 e a correspondente a Copa  A2 Itália, alcançou o vice-campeonato nesta última, na Liga A2  disputou a promoção para Liga A1, terminando em segundo lugar neste.Registrou 481 pontos, em vinte e seis jogos na temporada regular, nesta fase ocupou a oitava posição entre os maiores pontuadores, e foi o Maior Pontuado e Melhor Jogador da Copa A2 Itália, com 78 pontos em quatro jogos.
Após sucessivas temporadas na Europa, Diogo foi repatriado e atuou pelo clube mineiro do Bonsucesso/Montes Claros e nesta temporada foi vice-campeão da Copa Internacional Banco Província  de Vóley no mesmo ano, realizada em Tortuguitas-Argentina e sagrou-se campeão do Campeonato Mineiro de 2009,campeão do Desafio Globo Minas de 2009. Contribuiu para o clube avançar a inédita final da edição da Superliga Brasileira A 2009-10, mas encerrou com o vice-campeonato, além de ser eleito o Maior Pontuador  da competição, destacando-se nas estatísticas sendo o quinto Maior Pontuador da edição com 458 pontos  e foi o Melhor Atacante da edição e oitavo colocado na defesa.
Transferiu-se para o clube Vivo/Minas na temporada 2010-11 e por este foi vice-campeão mineiro em 2010 e disputou a correspondente Superliga Brasileira A alcançando a disputa pelo bronze da competição, quando  encerrou por este clube no quarto lugar.
No período esportivo seguinte foi contratado pelo Sesi/SP, por este clube disputou o Campeonato Sul-Americano de Clubes de 2011, este realizado em São Paulo, conquistando a medalha de ouro e a vaga para o Campeonato Mundial de Clubes em Doha-Qatar, e nesta última esteve na equipe que disputou, vestiu a camisa#7 e foi semifinalista, alcançando ao final a quarta colocação.
Ainda em 2011 conquistou representando o Sesi-SP o ouro na Copa São Paulo, do Campeonato Paulista e encerrou  na quinta posição na Superliga Brasileira A de 2011-12.
Foi contratado pelo Medley/Campinas para as competições do período de 2012-13 foi vice-campeão da Copa São Paulo de 2012 e  foi vice-campeão do Campeonato Paulista no mesmo ano e ouro nos Jogos Abertos do Interior de 2012 de Bauru e encerrou  na quinta posição na Superliga Brasileira A 2012-13.
Renovou com o Brasil Kirin para temporada 2013-14, pelo qual conquistou novamente o vice-campeonato paulista de 2013 e avançou até as semifinais da Superliga Brasileira A 2013-14 ficando com o bronze e também foi bronze na Copa Brasil de 2014 em Maringá-Paraná, e na época concorria a  seleção da Superliga, promovido pela imprensa especializada e foi vencedor desta eleição e transferiu-se para atuar por um mês no voleibol do Qatar, onde defendeu o  Al-Ahli  SC (Doha).
Foi contratado como novo reforço do clube paranaense: Ziober Maringá Vôlei para as competições do período esportivo 2014-15 e conquistou o título da Copa Ginástica/Asics Paquetá Esportes de 2014 e alcançou o sétimo lugar na Copa Brasil 2015 e o sexto lugar na Superliga Brasileira A 2014-15 e nesta edição foi o sétimo Melhor Atacante, décimo quinto entre os melhores receptores, e foi o décimo entre os maiores pontuadores com 265 pontos.
O  São José dos Campos anuncia como novo reforço para temporada 2015-16,  foi semifinalista no Campeonato Paulista de 2015.Disputou por este clube a Copa Brasil de 2016 e encerrou na quinta posição e conquistou a última vaga para as quartas de final da Superliga Brasileira A 2015-16 e registrou 352 pontos nesta edição.
Na temporada 2016-17 voltou a ser atleta do Brasil Kirin foi semifinalista da Copa Brasil de 2017 em Campinas e semifinalista na Superliga Brasileira A 2016-17 finalizando na quarta colocação.

## Títulos e resultados
- Universíada de Verão:2005[3][17]
- Campeonato Mundial de Clubes:2011[49]
- Flanders Volley Gala:2006[3]
- Copa Brasil:2014[60]
- Superliga Brasileira A:2009-10[3]
- Superliga Brasileira A: 2013-14[56]
- Superliga Brasileira A:2016-17[79]
- Superliga Brasileira A:2010-11[42]
- Liga A Argentina:1999-00[3]
- Campeonato Mineiro:2009[32]
- Campeonato Mineiro:2010[40]
- Torneio de Izmir:2006[3]
- Copa Internacional Banco Provincia Vóley:2009[31]
- Jogos Abertos do Interior de São Paulo:2012[55]
- Campeonato Paulista: 2011[51]
- Campeonato Paulista:2012 [54], 2013[56]
- Copa Ginástica/Asics Paquetá Esportes:2014[66]
- Desafio Globo Minas:2009[33]
- Copa A2 Italiana:2008-09[26]
- Copa São Paulo: 2011[50]
- Copa São Paulo: 2012[53]
- Campeonato Paulista Universitário:2000[12],2001[12],2002[12],2003[12],2004[12],2005[12]
- Campeonato Brasileiro de Seleções Juvenil:1997[3]
- Campeonato Paulista Juvenil:1996[3]
- Campeonato Paulista Juvenil: 1995[3]
- Campeonato Paulista Infanto-Juvenil:1994[3]

## Premiações individuais
- Melhor Sacador da Universíada de Verão de 2005[3]
- 2º Melhor Atacante da Universíada de Verão de 2005[3]
- MVP do Flanders Volley Gala  de 2006[3]
- Melhor Atacante da Superliga Brasileira A 2009-10[3][37]
- MVP do Campeonato Paulista Universitário de2005[3]
- MVP do Campeonato Paulista Universitário de 2000 [3]
- MVP da Copa A2 Itália de 2008-09 [3]
- Maior Pontuador da Copa A2 Itália de 2008-09 [3]
- Melhor Sacador da Liga A1 Argentina de 1998-99[3]
- Melhor Atacante da Liga A1 Argentina de 1998-99[3]